# بيرت برايس
بيرت برايس هو سياسي كندي، ولد في 10 أبريل 1907، وتوفي في 24 سبتمبر 1986. حزبياً، نشط في British Columbia Social Credit Party ‏.